# Taurus Tomahawk
Taurus Tomahawk ist die Bezeichnung einer zweistufigen Höhenforschungsrakete, bestehend aus einer Taurus-Startstufe (entmilitarisierte Rakete Honest John) und einer Tomahawk-Oberstufe. Die Taurus Tomahawk wurde zwischen 1978 und 1987 15-mal gestartet. Die Startplätze waren Wallops Island (USA, Virginia) und Poker Flat (USA, Alaska), sowie Punta Lobos (Peru) und Søndre Strømfjord (Grönland). Die Taurus Tomahawk konnte 27 Kilogramm Nutzlast in eine Höhe von 618 Kilometern befördern. Der Startschub der Taurus Tomahawk betrug 457 kN, die Startmasse 1,611 Tonnen, der Durchmesser 0,58 Meter und die Gesamtlänge 9,38 Meter. 